# Movimento Jovem 6 de Abril
O Movimento Jovem 6 de Abril (em árabe: حركة شباب 6 أبريل), um dos principais grupos opositores anti-Mubarak, nasceu em 2008 na internet com a convocação para uma greve geral neste mesmo dia para os trabalhadores do setor têxtil, que supostamente se uniram para pedir melhores condições de trabalho na cidade de Al-Mahalla Al-Kubra, centro têxtil do país. 